# Arma nucleare tattica

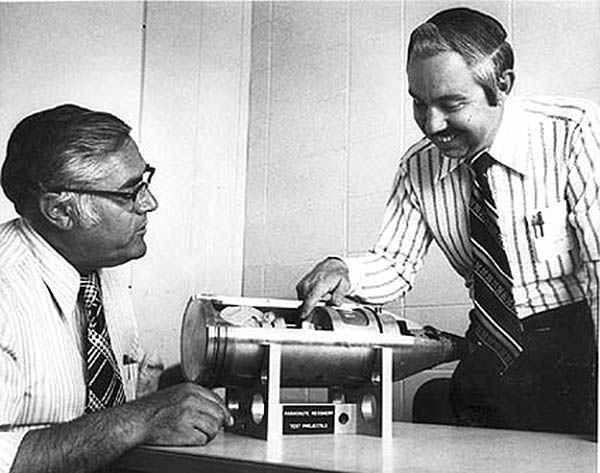
Scienziati americani mostrano una riproduzione di W48, piccolissima arma nucleare tattica

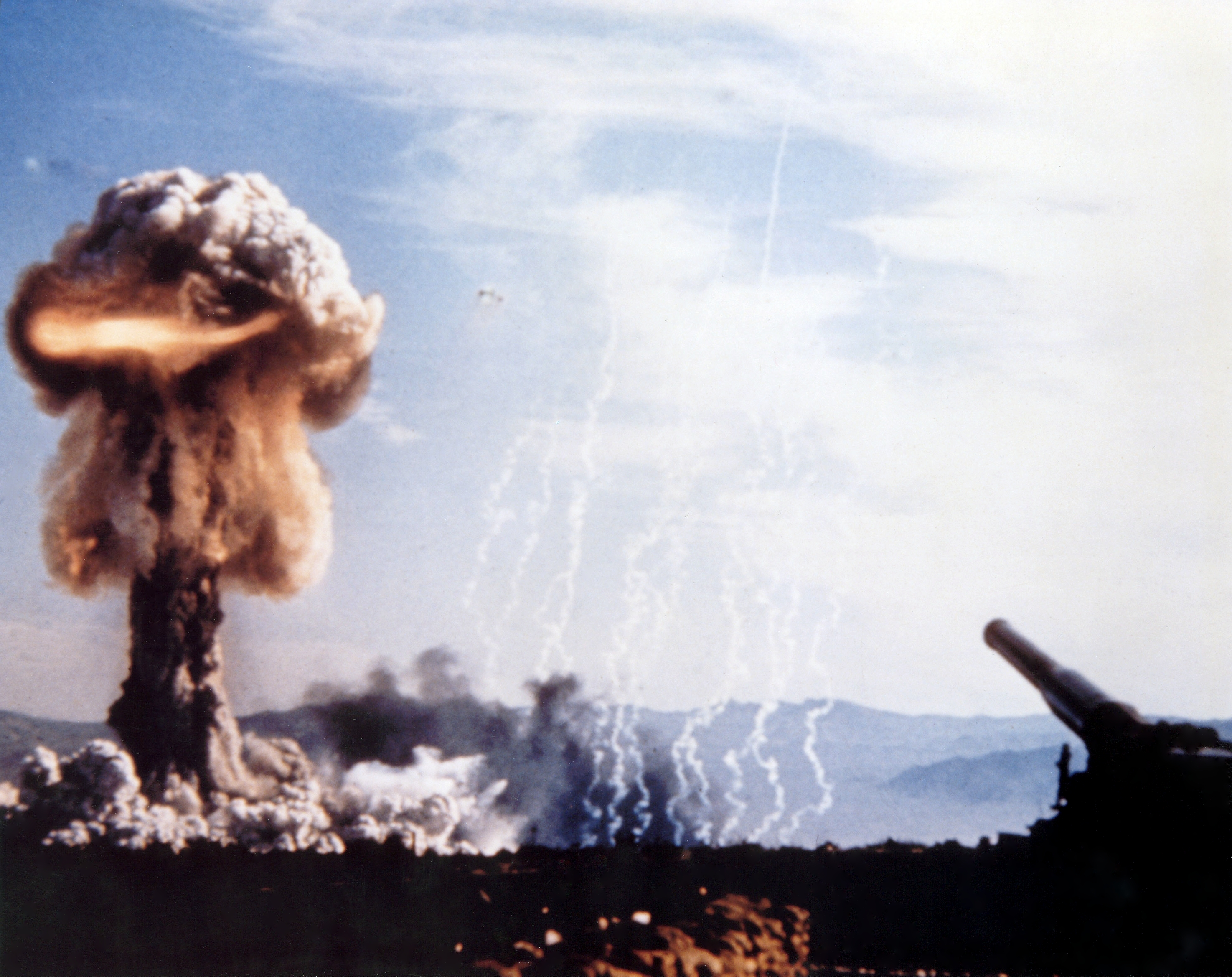
Celeberrimo esempio di arma nucleare tattica fu il cannone atomico, sperimentato nel 1953

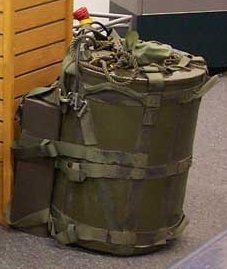
Una Special Atomic Demolition Munition, arma nucleare trasportabile a spalla da un uomo

Un'arma nucleare tattica è un ordigno nucleare progettato per essere utilizzato sul campo di battaglia in diverse situazioni belliche. Il termine differisce da arma nucleare strategica che invece ha una funzione deterrente.

## Descrizione
Le armi nucleari tattiche sono in genere costituite da ordigni nucleari con un basso potere distruttivo. Progettate per essere impiegate direttamente sul campo di battaglia, hanno la funzione di mettere fuori uso o ridurre la capacità aggressiva dell'esercito nemico o di arrestarne l'avanzata sul terreno di battaglia. Ciò ha portato allo sviluppo di ordigni di piccole dimensioni, facilmente trasportabili e utilizzabili senza l'impiego di mezzi aerei, ma direttamente dalle truppe sul campo di operazione.

## Usi principali
Gli impieghi principali per i quali le armi nucleari tattiche sono state sviluppate sono i seguenti:
- Contro ampie forze di terra
- Bunker fortificati
- Bersagli fortemente difesi o fortificati non espugnabili con armi convenzionali
- Contro ampi schieramenti di mezzi armati o corazzati
- Contro ampie squadre di bombardieri